# Federico Burdisso
Federico Burdisso (Pavia, 20 de setembro de 2001) é um nadador italiano, medalhista olímpico.

## Carreira
Burdisso conquistou a medalha de bronze nos Jogos Olímpicos de Verão de 2020 em Tóquio na prova de 200 m borboleta masculino com o tempo de 1:54.45. Ele também conseguiu o bronze no revezamento 4×100 m medley masculino, ao lado de Thomas Ceccon, Nicolò Martinenghi e Alessandro Miressi, com a marca de 3:29.17.